# Anticoma campbelli
Anticoma campbelli är en rundmaskart som beskrevs av Allgen 1932. Anticoma campbelli ingår i släktet Anticoma och familjen Anticomidae. Inga underarter finns listade i Catalogue of Life.